# Mistrz kierownicy ucieka

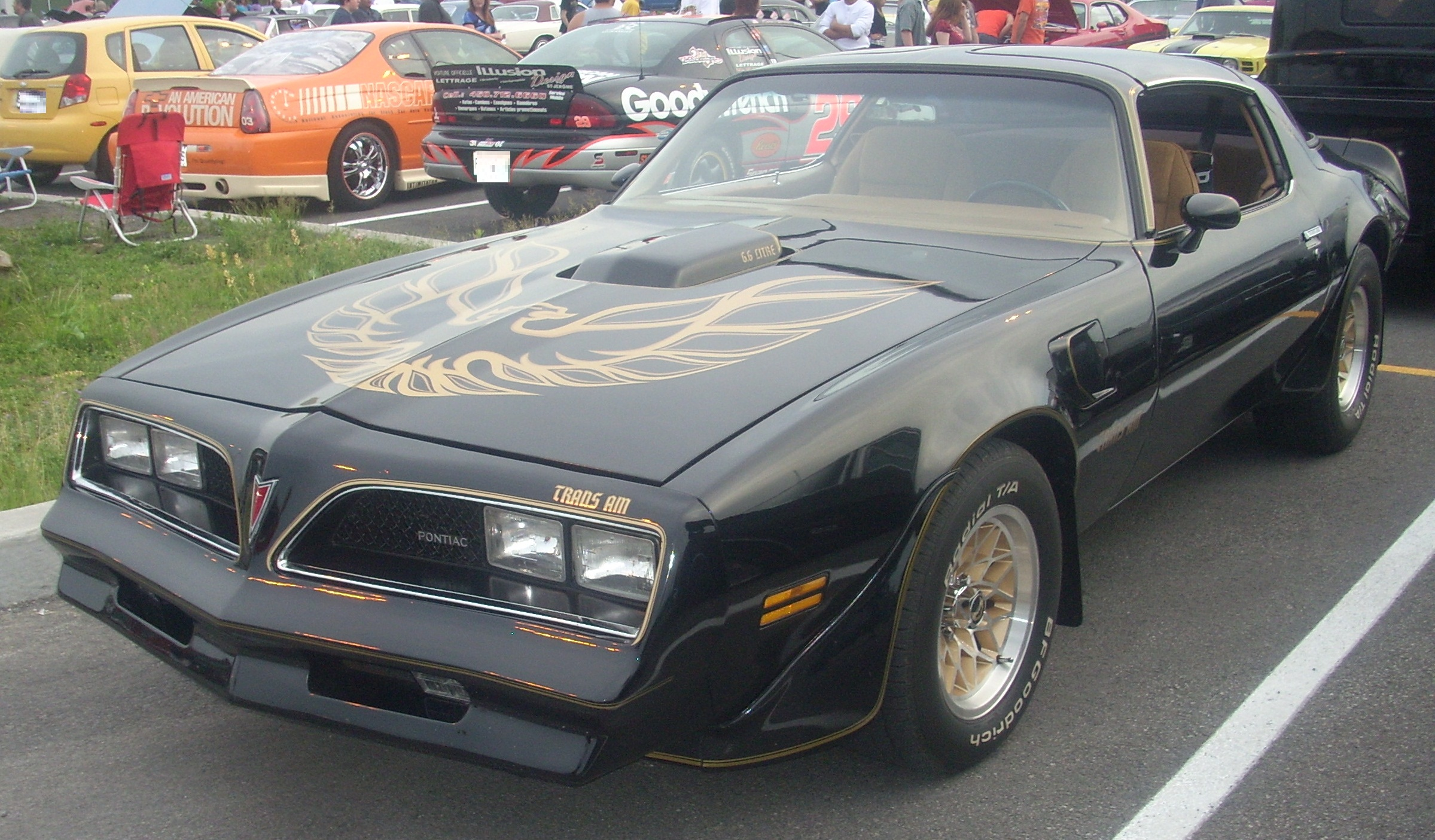
Pontiac Trans Am

Mistrz kierownicy ucieka (ang. Smokey and the Bandit) – amerykańska komedia sensacyjna z 1977 roku.

## Opis fabuły
„Bandzior” („Zbój” w tłumaczeniach wersji telewizyjnej), drobny przemytnik podejmuje się zadania – za 80 000 dolarów ma w ciągu 28 godzin przeszmuglować wielką ciężarówką 400 kartonów piwa „Coors” z Texarkana (Teksas) do Atlanty (ok. 1000 km) na południu Stanów Zjednoczonych. Ciężarówkę prowadzi jego kolega „Snowman” („Bałwan”, „Yeti” w tłumaczeniach wersji telewizyjnej), a główny bohater „toruje” mu drogę i odwraca od niej uwagę policji w czarnym Pontiacu Trans Am. Po drodze „Bandzior” zabiera Carrie, która uciekła sprzed ołtarza. Jej niedoszły teść – szeryf Justice, zaczyna pościg za nią i Bandziorem... Klasyczny film bogaty w efektowne pościgi drogowe. Po premierze filmu, w Stanach Zjednoczonych znacząco wzrosła sprzedaż modeli Trans Am.

## Obsada
- Burt Reynolds – Bo „Bandzior” Darville
- Sally Field – Carrie „Żaba”
- Jerry Reed – Cledus „Bałwan” Snow
- Mike Henry – Junior Justice
- Paul Williams – mały Enos Burdette
- Pat McCormick – duży Enos Burdette
- Jackie Gleason – szeryf Buford T. Justice
- George Reynolds – szeryf George Branford
- Macon McCalman – pan B, kierowca ciężarówki
- Linda McClure – Waynette Snow
- Susan McIver – Hot Pants Hilliard

i inni

## Inne informacje
- Smokey w slangu amerykańskiej odmiany języka angielskiego oznacza funkcjonariusza policji w Stanach Zjednoczonych.

## Nagrody i nominacje
Oscary za rok 1977
- Najlepszy montaż – Walter Hannemann, Angelo Ross (nominacja)

Złote Globy 1977
- Najlepsza aktorka w komedii lub musicalu – Sally Field (nominacja)